# Dubecine, Stara Vîjivka
Dubecine (în ucraineană Дубечне) este localitatea de reședință a comunei Dubecine din raionul Stara Vîjivka, regiunea Volînia, Ucraina.

## Demografie
Componența lingvistică a localității Dubecine
     Ucraineană (99,21%)
     Alte limbi (0,67%)
Conform recensământului din 2001, majoritatea populației localității Dubecine era vorbitoare de ucraineană (99,21%), existând în minoritate și vorbitori de alte limbi.